# 路易斯·恩里克 (1960年)
路易斯·恩里克（葡萄牙語：Luís Henrique，1960年5月18日—），巴西男子足球运动员，场上位置是守门员。他曾入选1984年夏季奥林匹克运动会足球比赛巴西国奥队阵容，但并未上场参赛。